# Iwan Wowczuk (wojskowy)
Iwan Wowczuk ps. Hrab (ur. 1887 we wsi Laszki Górne koło Mikołajowa, zm. 10 sierpnia 1955 w ZSRR) – ukraiński działacz nacjonalistyczny i wojskowy.
W latach 1914–1915 był sierżantem armii austro-węgierskiej, w 1915 dostał się do niewoli rosyjskiej, przebywał w obozie jenieckim w Turkiestanie do 1918.
W latach 1918–1919 był dowódcą baterii artylerii polowej Ukraińskiej Armii Halickiej w stopniu chorążego. Wzięty do niewoli przez wojska polskie, przebywał w polskim obozie jenieckim w latach 1919–1920.
Był referentem organizacyjno-mobilizacyjnym OUN-B w powiecie Bóbrka (od 1943 do kwietnia 1944), następnie dowódcą sotni UPA Lwy II (kwiecień-maj 1944) i dowódcą sotni UPA Lwy III (maj-czerwiec 1944).
Wzięty do niewoli sowieckiej, zmarł w łagrze „Dubrawłag”.